# Церковь Иоакима и Анны (Долгое)
Храм Святы́х и пра́ведных Богооте́ц Иоаки́ма и А́нны — православный храм в селе Долгое Золотухинского района Курской области.

## История
В августе 1756 года по просьбе монахов Коренского Рождества-Богородицкого монастыря и крестьян сёл Долгое, Будановка, Тазово вышел «указ на постройку приходской церкви в деревне Долгое под именем праведных Богоотец Иоакима и Анны». До постройки храма крестьяне перечисленных деревень обращались для молитвы и совершения церковных таинств в монастырь. 24 апреля 1770 года церковь была освящена. В то время это был деревянный храм в виде правильного четырехугольника, сделанный из леса разной породы и окрашенный в красный цвет, поэтому существовало обиходное название того храма — «Красная церковь».
В середине XIX века деревянный храм было решено заменить на каменный. Новый храм возведён в 1852 по одному из образцовых проектов Константина Тона, типичных для той эпохи, на средства мещанина Ивана Алексеевича Воронина. Строительство проходило в два этапа: сначала был выстроен храм, увенчанный пятью куполами, затем к нему была пристроена трапезная с трехъярусной колокольней. Также при храме построили каменную школу.
В 1930-х годах церковь была закрыта, малые купола сломаны. Возвращение храма верующим произошло только в 1988 году. В храм вернулись старинные иконы и утварь. В настоящее время церковь восстановлена и отреставрирована.

## Архитектура храма
Храм кирпичный, четырёхстолпный, пятикупольный, построен в русско-византийском стиле, имеет трапезную и шатровую колокольню. В цокольном этаже устроен придел Всех Святых.